# كريس كولينز (لاعب هوكي الجليد)
كريس كولينز (بالإنجليزية: Chris Collins)‏ هو لاعب هوكي الجليد أمريكي، ولد في 8 يونيو 1984 في بيرينتون في الولايات المتحدة.

## وصلات خارجية
- كريس كولينز على موقع دوري الهوكي الوطني (الإنجليزية)
- كريس كولينز على موقع EliteProspects.com (الإنجليزية)
- كريس كولينز على موقع Eurohockey.com (الإنجليزية)
- كريس كولينز على موقع HockeyDB.com (الإنجليزية)